# او-بوت نوع ۲
زیردریایی تیپ ۲ (به انگلیسی: German Type II submarine) یک کلاس از زیردریایی است که طول آن IIA : و  ارتفاع آن ۸٫۶ متر (۲۸ فوت ۳ اینچ) می‌باشد.